# Stemma del Regno Lombardo-Veneto
Lo stemma del Regno Lombardo-Veneto fu lo stemma ufficiale dell'omonimo regno, facente parte dell'Impero austriaco, fondato nel 1815, che comprendeva non solo Lombardia (esclusi Lomellina e Oltrepò pavese) e Veneto, ma anche il Friuli.

## Storia
Lo stemma ufficiale del Regno Lombardo-Veneto venne utilizzato con frequenza sia sulla monetazione che sulle insegne e nei documenti di stato a partire dal 1815, dalla fondazione del regno stesso ad opera dell'Imperatore Francesco II, che ne fu il primo titolare.
Tale stemma era costituito da uno scudo inquartato avente nel primo e nel terzo campo un biscione visconteo su sfondo argento (simbolo di Milano, per la Lombardia), mentre nel secondo e nel quarto campo figurava il leone di San Marco su sfondo azzurro (simbolo di Venezia, per il Veneto). Lo stemma era caricato al centro dallo scudetto degli Asburgo-Lorena, interzato in senso verticale d'Asburgo, d'Austria e di Lorena, ed era timbrato dalla Corona ferrea, oltre ad essere attorniato dai collari dell'Ordine del Toson d'oro, dalla fascia dell'Ordine Militare di Maria Teresa, dai collari dell'Ordine reale di Santo Stefano d'Ungheria, dell'Ordine austriaco imperiale di Leopoldo e dell'Ordine della Corona Ferrea.
Il tutto era addossato in petto ad un'aquila bicipite austriaca, tenente con l'artiglio destro uno scettro imperiale e una spada e con il sinistro il globo imperiale, entrambe le teste coronate dalla corona imperiale d'Austria, la quale sormonta tutto l'insieme.
Al di là dell'aspetto puramente artistico ed araldico, notiamo come il recupero della tradizione precedente abbia molto influito sulla grafica di questo stemma, pieno di allegorie e di richiami al passato, ad incominciare dalla forma inquartata che rimandava ovviamente al precedente stemma del Ducato di Milano, con l'aggiunta del leone dogale di Venezia (simbolo usato non solo come stemma dalla città di Venezia, ma anche simbolo stesso della Repubblica veneta e del doge).
Altresì importante storicamente e simbolicamente era la presenza della Corona ferrea, che era non solo un rimando ai tempi antichi della sovranità dei Longobardi (che regnarono su Milano e Venezia), ma anche alla continuità con il dominio del Regno d'Italia napoleonico dal momento che lo stesso Imperatore francese si era incoronato Re con quella corona.
Questo genere di stemma era già stato utilizzato da Napoleone Bonaparte dal 1802 quando costituì il Regno d'Italia, il quale comprendeva però anche le chiavi dello Stato Pontificio che egli aveva inglobato nei territori francesi.
Nelle forme sopra descritto, lo stemma venne utilizzato regolarmente dal governo austriaco, alternandolo nei documenti di governo con quello imperiale.
Esso venne utilizzato sino al 1859 quando, con la conquista del milanese ad opera dei piemontesi, venne sostituito dalla croce di Savoia che perdurò anche durante il Regno d'Italia dal 1861.

Stemmi del Regno Lombardo-Veneto (1815–1866)
Piccolo Stemma
Medio Stemma
Grande Stemma

Stemma dell'Impero Austriaco, usato alternativamente per il Regno Lombardo-Veneto.